# Monroe (condado de Adams, Wisconsin)
Monroe es un pueblo ubicado en el condado de Adams en el estado estadounidense de Wisconsin. En el Censo de 2010 tenía una población de 363 habitantes y una densidad poblacional de 6.4 personas por km².

## Geografía
Adams se encuentra ubicado en las coordenadas 44°7′18″N 89°55′54″O / 44.12167, -89.93167. Según la Oficina del Censo de los Estados Unidos, Adams tiene una superficie total de 99.7 km², de la cual 56.7 km² corresponden a tierra firme y (43.08%) 43 km² es agua.

## Demografía
Según el censo de 2010, había 363 personas residiendo en Adams. La densidad de población era de 6.4 hab./km². De los 363 habitantes, Adams estaba compuesto por el 99.45% blancos, el 0.0% eran afroamericanos, el 0.28% eran amerindios, el 0.28% eran asiáticos, el 0.0% eran isleños del Pacífico, el 0.0% eran de otras razas y el 0.0% pertenecían a dos o más razas. Del total de la población el 0.55% eran hispanos o latinos de cualquier raza.